# Avatha pratti
Avatha pratti är en fjärilsart som beskrevs av George Thomas Bethune-Baker. Avatha pratti ingår i släktet Avatha och familjen nattflyn. Inga underarter finns listade i Catalogue of Life.